# Anadara pygmaea
Anadara pygmaea is een tweekleppigensoort uit de familie van de Arcidae. De wetenschappelijke naam van de soort is voor het eerst geldig gepubliceerd in 1872 door H. Adams.